# 버드나루로
버드나루로는 서울특별시 영등포구 영등포동1가 영등포로터리에서 당산동 당산중학교에 이르는 길이 1.7 km, 너비 20m의 4차선 도로이다. 여의도 샛강을 따라 노들로의 안쪽에 나 있는 길이다. 원래 명칭은 버드나룻길이었다가 2010년 도로명주소 개편으로 버드나루로로 변경되어 현재에 이르고 있다. 이 길 일대의 옛 지명인 양화진을 우리말로 풀어쓴 데서 유래되었다.

## 노선
- 영등포로터리 - 한림대학교 한강성심병원 - 남부교육청앞 - 한국산업인력공단 서울남부지사 - 당산중학교

## 연결 도로
기점인 영등포로터리에서 영등포로, 경인로, 신길로, 남부교육청사거리에서 국회대로와 교차되며, 종점인 당산중학교에서 양평로, 영중로, 영신로와 교차된다.

## 주요 건물 및 시설
- 근로복지공단 서울남부지사
- 굿네이버스 회관
- 한림대학교 한강성심병원
- WOW한국경제TV
- 영동초등학교
- 강변삼성래미안아파트
- 한국산업인력공단 서울남부지사
- 당산중학교

## 같이 보기
- 영중로
- 국회대로
- 영등포로
- 경인로
- 신길로